# 锦绣湖
31°08′52″N 121°21′47″E / 31.14777°N 121.36298°E
锦绣湖，是上海市闵行区七宝镇闵行体育公园内的一个人工湖。锦绣湖面积约为13.3万平方米，西侧的湿地生态区根据不同水位种植不同的植物。
2010年，锦绣湖西侧的水生植物湿地区进行了整体改造。2011年，为向中国共产党建党90周年献礼，配合闵行体育公园向日葵展活动，闵行体育公园在水生植物湿地区新增了绿色浮草、红船等景观，宣扬红色文化精神和宣传中国共产党历史。